# Slowenische Fußballnationalmannschaft
Die slowenische Fußballnationalmannschaft (slowenisch Slovenska nogometna reprezentanca) ist das Auswahlteam des europäischen Staates Slowenien. Das erste Länderspiel trug Slowenien im Jahr 1991 nach der Abspaltung des Landes von Jugoslawien aus. Davor spielten die slowenischen Spieler in der jugoslawischen Nationalmannschaft.
Die bislang größten Erfolge erreichten die slowenischen Fußballer mit der Qualifikation zur Fußball-Europameisterschaft 2000, zur Fußball-Europameisterschaft 2024 sowie zur Fußball-Weltmeisterschaft 2002 und Fußball-Weltmeisterschaft 2010, wobei sie 2000, 2002 und 2010 jeweils bereits nach der Vorrunde das Turnier beendeten. 2024 erreichten sie das Achtelfinale, welches sie erst im Elfmeterschießen verloren.
Bei der Qualifikation zur Fußball-Weltmeisterschaft 2006 in Deutschland scheiterte Slowenien an Italien und Norwegen.
Für die Fußball-Weltmeisterschaft 2010 in Südafrika konnte sich die Nationalmannschaft in den Play-offs gegen Russland durchsetzen. Im ersten Spiel dieses Turnieres gewannen sie mit 1:0 gegen Algerien. Gegen die USA reichte es nach 2:0-Führung nur zu einem 2:2 und das 0:1 gegen England bedeutete das Aus in der Vorrunde, da die USA im parallel laufenden Spiel gegen Algerien kurz vor Schluss durch ein 1:0 an Slowenien und England vorbeizogen.

## Teilnahmen an Fußball-Weltmeisterschaften
Slowenien war während der bis 1990 ausgetragenen WM-Turniere Teil Jugoslawiens. So nahmen die Slowenen Branko Oblak 1974 und Srečko Katanec 1990 für Jugoslawien an den Weltmeisterschaften teil. Nach dem Zerfall Jugoslawiens nahm Slowenien erstmals an der Qualifikation für die WM 1998 teil. Bei sechs Anläufen konnte sich die Mannschaft zweimal für eine WM qualifizieren. In der Qualifikation für die WM 2002 konnte sich Slowenien dabei gegen die Bundesrepublik Jugoslawien durchsetzen.
| Jahr | Gastgeberland  | Teilnahme bis …    | Letzte(r) Gegner             | Ergebnis | Trainer        | Bemerkungen und Besonderheiten |
| ---- | -------------- | ------------------ | ---------------------------- | -------- | -------------- | --- |
| 1998 | Frankreich     | nicht qualifiziert |                              |          |                | In der Qualifikation an Dänemark und Kroatien gescheitert.                                                                                   |
| 2002 | Südkorea/Japan | Vorrunde           | Spanien, Südafrika, Paraguay | 30.      | Srečko Katanec | |
| 2006 | Deutschland    | nicht qualifiziert |                              |          |                | In der Qualifikation am späteren Weltmeister Italien und Norwegen gescheitert, das in den Play-offs der Gruppenzweiten ebenfalls scheiterte. |
| 2010 | Südafrika      | Vorrunde           | Algerien, USA, England       | 18.      | Matjaž Kek     | |
| 2014 | Brasilien      | nicht qualifiziert |                              |          |                | In der Qualifikation an der Schweiz und Island gescheitert, wobei Island in den Play-offs der Gruppenzweiten ebenfalls scheiterte.           |
| 2018 | Russland       | nicht qualifiziert |                              |          |                | In der Qualifikation an England und der Slowakei gescheitert, die sich als schlechtester Gruppenzweiter auch nicht qualifizieren konnte.     |
| 2022 | Katar          | nicht qualifiziert |                              |          |                | In der Qualifikation an Russland und Kroatien gescheitert.                                                                                   |

## Teilnahmen an Fußball-Europameisterschaften
Slowenien nahm nach dem Zerfall Jugoslawiens erstmals an der Qualifikation zur EM 1996 teil und konnte sich bisher einmal für eine Endrunde qualifizieren. Branko Oblak nahm 1976 auch an der EM in Jugoslawien und Srečko Katanec 1984 an der EM in Frankreich teil.
| Jahr | Gastgeberland           | Teilnahme bis …    | Letzte(r) Gegner                  | Ergebnis | Bemerkungen und Besonderheiten |
| ---- | ----------------------- | ------------------ | --------------------------------- | -------- | --- |
| 1996 | England                 | nicht qualifiziert |                                   |          | In der Qualifikation an Kroatien und Italien gescheitert. |
| 2000 | Niederlande und Belgien | Vorrunde           | BR Jugoslawien, Spanien, Norwegen | -        | Nach einer Niederlage und zwei Remis als Gruppenletzter ausgeschieden. |
| 2004 | Portugal                | nicht qualifiziert |                                   |          | In den Relegationsspielen am Nachbarn Kroatien gescheitert. |
| 2008 | Österreich und Schweiz  | nicht qualifiziert |                                   |          | In der Qualifikation an den Niederlanden und Rumänien gescheitert. |
| 2012 | Polen und Ukraine       | nicht qualifiziert |                                   |          | In der Qualifikation an Italien und Estland gescheitert. |
| 2016 | Frankreich              | nicht qualifiziert |                                   |          | In den Playoffs der Gruppendritten an der Ukraine gescheitert. |
| 2021 | Europa                  | nicht qualifiziert |                                   |          | In der Qualifikation an Polen und Österreich gescheitert. |
| 2024 | Deutschland             | Achtelfinale       | Portugal                          |          | Qualifiziert als Gruppenzweiter punktgleich hinter Dänemark; in der Vorrunde Gruppendritter nach drei Unentschieden gegen Dänemark, Serbien und England; im Achtelfinale gegen Portugal im Elfmeterschießen ausgeschieden. |

## UEFA Nations League
- 2018/19: Liga C, 4. Platz mit 3 Remis und 3 Niederlagen, Abstieg durch Reduzierung der Mannschaften in Liga D vermieden
- 2020/21: Liga C, 1. Platz mit 4 Siegen und 2 Remis
- 2022/23: Liga B, 3. Platz mit 1 Sieg, 3 Remis und 2 Niederlagen
- 2024/25: Liga B, 3. Platz mit je 2 Siegen, Remis und Niederlagen; Relegation um den Verbleib in Liga B gegen die Slowakei gewonnen

## Rekordspieler und -torschützen
(Stand: 23. März 2025)
| Spiele | Spieler            | Zeitraum  | Tore |
| ------ | ------------------ | --------- | ---- |
| 101    | Boštjan Cesar      | 2003–2018 | 10   |
| 100    | Bojan Jokić        | 2006–2019 | 1    |
| 96     | Jasmin Kurtić      | 2012–     | 2    |
| 90     | Valter Birsa       | 2006–2018 | 7    |
| 86     | Josip Iličić       | 2010–     | 17   |
| 81     | Samir Handanovič   | 2004–2015 | 0    |
| 80     | Milivoje Novakovič | 2006–2017 | 32   |
| 80     | Zlatko Zahovič     | 1992–2004 | 35   |
| 77     | Mišo Brečko        | 2004–2015 | 0    |
| 76     | Jan Oblak          | 2012–     | 0    |
| 74     | Milenko Ačimovič   | 1998–2007 | 13   |
| 74     | Aleš Čeh           | 1992–2002 | 1    |
| 71     | Andraž Kirm        | 2007–2016 | 6    |
| 71     | Džoni Novak        | 1992–2002 | 3    |

| Tore | Spieler            | Zeitraum  | Spiele |
| ---- | ------------------ | --------- | ------ |
| 35   | Zlatko Zahovič     | 1992–2004 | 80     |
| 32   | Milivoje Novakovič | 2006–2017 | 80     |
| 17   | Josip Iličić       | 2010–     | 86     |
| 16   | Benjamin Šeško     | 2021–     | 41     |
| 16   | Sašo Udovič        | 1993–2000 | 42     |
| 14   | Ermin Šiljak       | 1994–2005 | 48     |
| 13   | Milenko Ačimovič   | 1998–2007 | 74     |
| 12   | Andraž Šporar      | 2016–     | 61     |
| 11   | Tim Matavž         | 2009–2020 | 39     |
| 10   | Primož Gliha       | 1993–1998 | 28     |
| 10   | Boštjan Cesar      | 2003–2018 | 101    |

## Trainerchronik
Stand: 14. Oktober 2024
| Name                      | Zeitraum  | Spiele | S  | U  | N  | Erfolge                     |
| ------------------------- | --------- | ------ | -- | -- | -- | --------------------------- |
| Bojan Prašnikar           | 1991–1993 | 4      | 1  | 2  | 1  |                             |
| Zdenko Verdenik           | 1994–1997 | 32     | 10 | 8  | 14 |                             |
| Bojan Prašnikar           | 1998      | 5      | 1  | 1  | 3  |                             |
| Srečko Katanec            | 1998–2002 | 47     | 18 | 16 | 13 | Teilnahmen EM 2000, WM 2002 |
| Bojan Prašnikar           | 2002–2004 | 16     | 6  | 3  | 7  |                             |
| Branko Oblak              | 2004–2006 | 23     | 6  | 7  | 10 |                             |
| Matjaž Kek                | 2007–2011 | 49     | 20 | 9  | 20 | Teilnahme WM 2010           |
| Slaviša Stojanovič        | 2011–2012 | 9      | 2  | 2  | 5  |                             |
| Srečko Katanec            | 2013–2017 | 42     | 16 | 7  | 19 |                             |
| Tomaž Kavčič              | 2018      | 7      | 1  | 1  | 5  |                             |
| Igor Benedejčič (interim) | 2018      | 2      | 0  | 2  | 0  |                             |
| Matjaž Kek                | seit 2018 | 67     | 30 | 23 | 14 | Teilnahme EM 2024           |